# Veyisli
Veyisli (ryska: Челаберти, azerbajdzjanska: Çelaberti) är en ort i Azerbajdzjan.   Den ligger i distriktet Goranboj, i den centrala delen av landet, 270 km väster om huvudstaden Baku. Veyisli ligger 241 meter över havet och antalet invånare är 1 887.
Terrängen runt Veyisli är platt åt nordost, men åt sydväst är den kuperad. Närmaste större samhälle är Goranboy, 6,2 km nordost om Veyisli.
Trakten runt Veyisli består i huvudsak av gräsmarker. Runt Veyisli är det ganska tätbefolkat, med 70 invånare per kvadratkilometer.